# Viols-le-Fort
Viols-le-Fort is een gemeente in het Franse departement Hérault (regio Occitanie). De plaats maakt deel uit van het arrondissement Lodève. Viols-le-Fort telde op 1 januari 2022 1.223 inwoners.

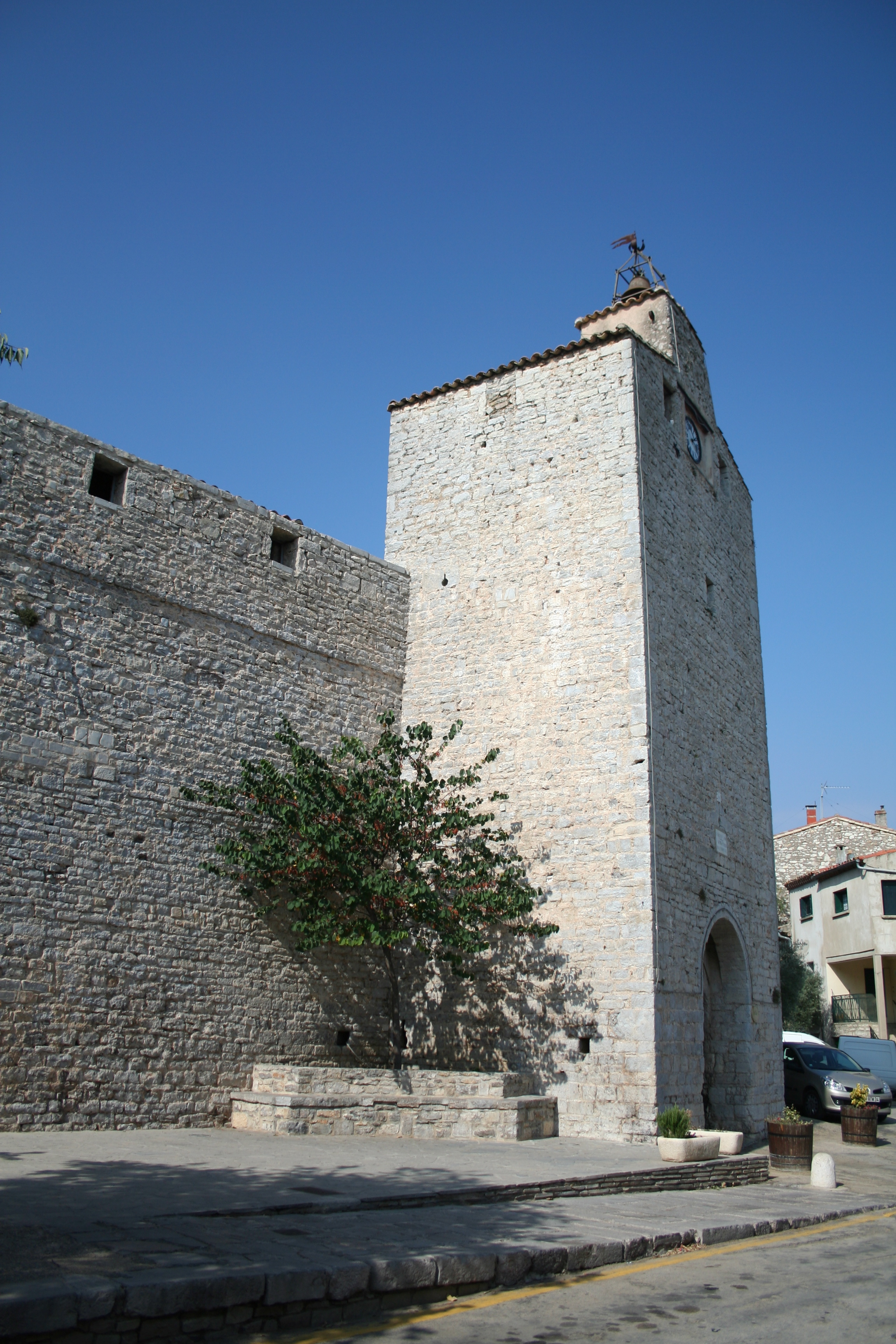
Viols-le-Fort

## Geografie
De oppervlakte van Viols-le-Fort bedroeg op 1 januari 2022 16,73 vierkante kilometer; de bevolkingsdichtheid was toen 73,1 inwoners per km².

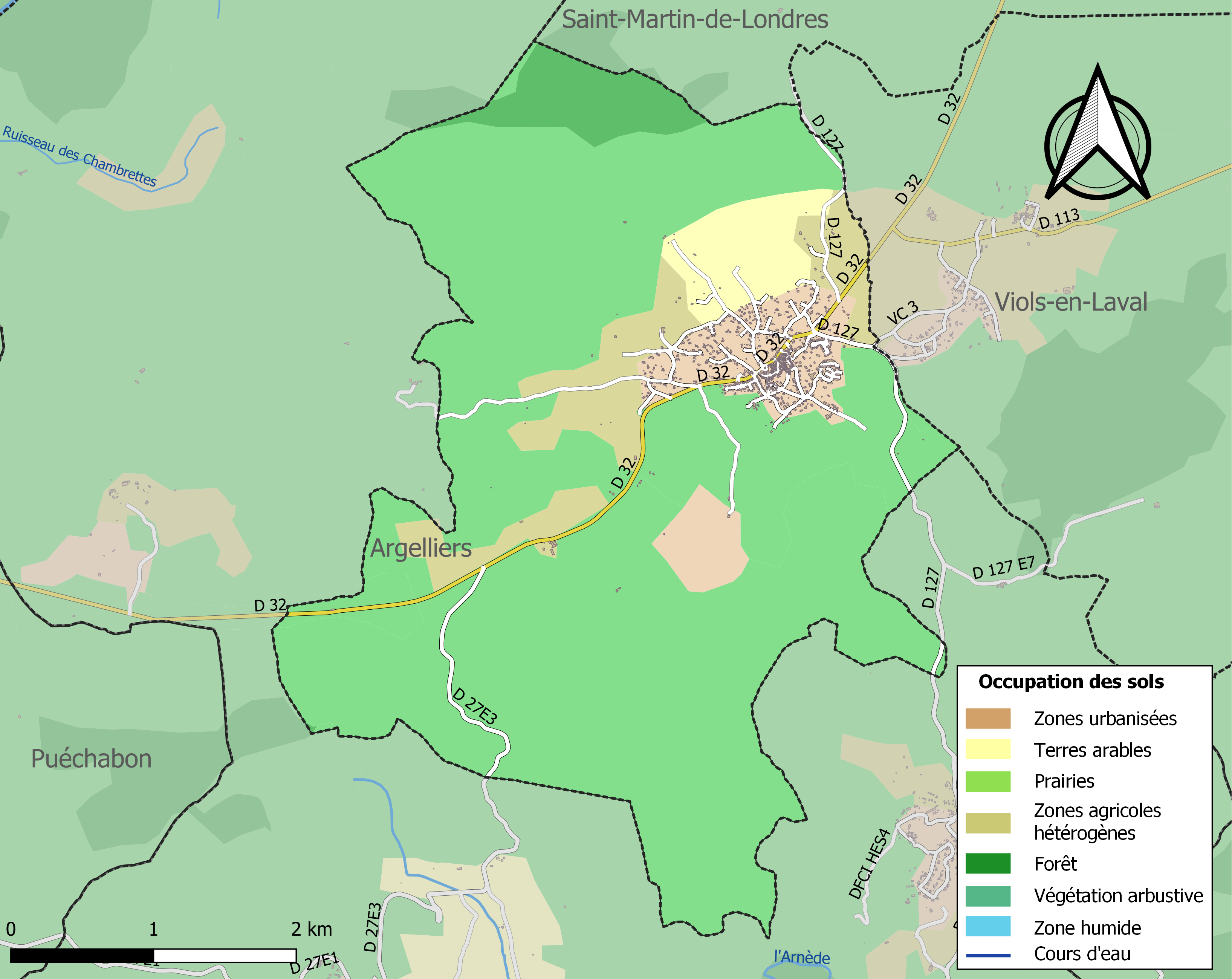
Kaart van de gemeente met belangrijkste infrastructuur, bodemgebruik en omliggende gemeenten

## Demografie
Onderstaande figuur toont het verloop van het inwonertal (bron: INSEE-tellingen).